# コーディ (ワイオミング州)

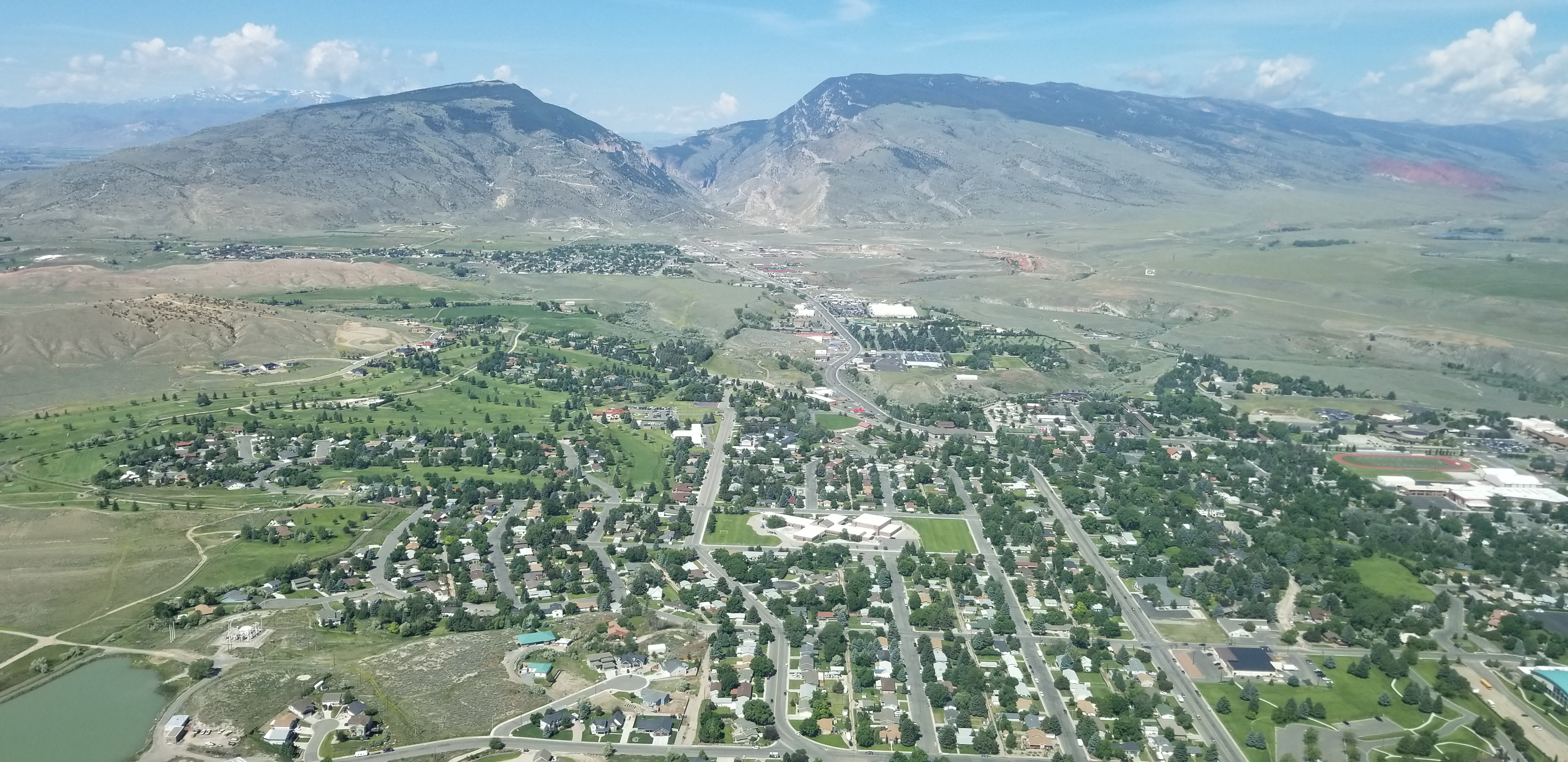
コーディの景観

コーディ（Cody）は、アメリカ合衆国ワイオミング州の都市。パーク郡の郡庁所在地である。人口は1万0028人（2020年）。 町名はバッファロー・ビルこと、本名ウィリアム・フレデリック・コーディから来ている。

## 概要
コーディは西部開拓時代のカウボーイ文化を今なお色濃く残している。「オールド・トレイル・タウン」と呼ばれる開拓時代の街並みが残る通りや、町の英雄バッファロービルの銅像がある、バッファロー・ビル歴史地区には博物館などあり、バッファロー・ビル コーディ・スタンピード・ロデオ、コーディ・ナイト・ロデオなどロデオ大会が盛んである。路上でのガンファイトショーなども行なわれる。ショショーニ族、シャイアン族、クロウ族などの平原インディアンによるパウワウも開催されている。

## 歴史
1896年に「バッファロー・ビル・コーディ」こと、ワイルド・ウェスト・ショーのウィリアム・フレデリック・コーディを中心に、ジョージ・T・ベックら投資家達が、現在の「オールド・トレイル・タウン」にコミュニティを創立。運河を造りビッグホーン盆地の土地を灌漑し、ショショーニ族の土地と灌漑会社を創立したことに始まる。キャリー法（Carey Act）による水源の販売利益による開拓を期待していた。バッファロー・ビルは町の創立に尽力した。いつしか町の名は投資家達により、彼の名を利用しコーディと呼ばれる様になった。ワイオミング州最古の商工会議所であるコーディ国商工会議所などが建てられ町は発展して行った。
1902年にコーディの町は合併。バッファロー・ビルは丸太造りのホテルを建て、娘アニーの名を付けた。そして新しい町に拍車をかけるためバーリントン鉄道を誘導し、イエローストーン国立公園東部への開拓の道を開いた。その後も更なる町の経済強化のため、バッファロー・ビルは友人のセオドア・ルーズベルト大統領にアメリカ開墾局の設立と、灌漑と電力補給のためにショショーニ・プロジェクト呼ばれる、ダムとため池の建設を要請。1905年から建設が始まり、1910年にバッファロー・ビル・ダムが完成した。1909年にパーク郡が組織された。1930年に世界恐慌が町を襲うが、第一次世界大戦まで速いペースで町は発展し続けた。

## 地理

パーク郡内の位置（上）

コーディはロッキー山脈のアブサロカ山脈とビッグホーン山脈に囲まれたビッグホーン盆地の中にある。標高は1,520メートルである。西に80キロメートル行くとイエローストーン国立公園がある。
座標は北緯44度31分24秒 西経109度3分26秒 / 北緯44.52333度 西経109.05722度

## 名所
バッファロービル州立公園、ミーティートス銀行博物館、テカムセの旧西ミニチュアビレッジ＆博物館 ビッグホーンキャニオン国立保養地、イエローストーン国立公園などがある。

## 著名人
- アラン・K・シンプソン - 上院議員。
- エドワード・ヴィヴィアン・ロバートソン - 上院議員。
- エリック・ビショフ - プロレス・プロモーター、プロデューサー。コーディにて醸造会社の実業家。
- クレイグ・L・トーマス - 上院議員。
- ジャクソン・ポロック - 抽象表現主義の画家。